# Баталин, Александр Петрович
Александр Петрович Баталин (5 апреля 1905 — 19 июня 1980) — советский хозяйственный, государственный и политический деятель. Первый секретарь Пензенского горкома ВКП(б) (в составе Тамбовской области) в 1937—1939 годах, инициатор образования Пензенской области (1939). Второй секретарь Пензенского обкома и горкома ВКП(б) в 1939—1940 годах.
Мне, как депутату, поступает масса заявлений от избирателей с просьбой и требованием поставить вопрос перед Президиумом Верховного Совета СССР о создании в городе Пензе самостоятельного областного центра.

Город Пенза, бывший губернский город, имеет 160 тысяч населения, имеет достаточную базу промышленности, значительный железнодорожный узел, относится к числу последних немногих бывших губернских и окружных центров, остающихся до сих пор районами.

Прошу рассмотреть вопрос о возможности создания в городе Пензе областного центра.

## Биография
Родился 5 апреля 1905 года в Пензе. Отец А. П. Баталина Пётр Корнильевич (1871–1919) — крестьянин деревни Старая Толковка Нижнеломовского уезда Пензенской губернии после окончания воинской службы переселился в Конную Слободу, что с запада почти подступала к Пензе. В 1900 г. он женился на Татьяне Дмитриевне Колесовой. Молодая семья скиталась по съёмным квартиркам, но Пётр Корнильевич поступил на станцию Пенза-III Рязано-Уральской железной дороги старшим кондуктором и семья сняла комнату ближе к новому месту его работы. Их сын Александр Петрович в 14 лет пошёл на работать рассыльным на ту же станцию в июне 1919 г. В сентябре 1920 г. он поступил в техникум сельскохозяйственного машиностроения, который окончил в июне 1924 г. и работал слесарем суконной фабрики «Коллективное творчество» в с. Золотарёвка Пензенской губернии. В 1924 г. вступил в комсомол. В марте-августе 1926 г. инструктор Пензенского уездного комитета ВЛКСМ. Член коммунистической парти с мая 1926 г. С августа 1926 г. по сентябрь 1927 г. машинист суконной фабрики им. Кутузова в с. Ширингуш Бедно-Демьяновского уезда Пензенской губернии. С сентября 1927 г. по сентябрь 1930 г. помощник мастера завода им. Фрунзе в Пензе. С сентября 1930 г. студент военно-механического факультета Ленинградского машиностроительного института (ЛМСИ) - отраслевого вуза Ленинградского политехнического института. (ЦА СПбПУ, ф. 3121, оп. 76, д. 51). В связи с реформой высшей школы факультет был преобразован в Ленинградский военно-механического институт Народного Комиссариата тяжёлой промышленности СССР, который А.П. Баталин успешно окончил в 1934 г. по специальности инженер-механик. С апреля 1934 г. по февраль 1935 г. старший мастер, с февраля 1935 г. по март 1936 г. начальник цеха, с марта 1936 г. по май 1937 г. начальник группы основного производства, с мая по сентябрь 1937 г. начальник часового производства и заместитель директора завода им. Фрунзе (на заводе в 1935 году по постановлению правительства СССР началось создание часовое производство). С сентября 1937 г. по февраль 1939 г. первый секретарь Пензенского горкома ВКП(б). С февраля 1939 г. по февраль 1940 г. второй секретарь Оргбюро ЦК ВКП(б) по Пензенской области - Пензенского обкома ВКП(б). С февраля 1940 г. по декабрь 1941 г. директор завода № 260 (выпуск взрывателей для авиабомб, мин, артиллерийских и реактивных снарядов) в г. Владимир Ивановской области. С декабря 1941 г. по январь 1947 г. вместе с заводом № 260 был эвакуирован в Пермь, где продолжал им руководить во время Великой Отечественной войны. Готовых помещений для завода не было, и строительство заводских корпусов было организовано за чертой города, в лесу. В чрезвычайно тяжелых условиях и в короткие сроки завод был построен и смог обеспечивать фронт боеприпасами. За самоотверженную работу в годы войны товарищ Баталин был награжден 20 января 1942 года орденом Трудового Красного Знамени за строительство и пуск завода в кратчайшие сроки, а 4 июня 1945 года орденом Ленина за успешное выполнение заданий Государственного Комитета обороны по организации массового производства боеприпасов и бесперебойного обеспечения ими фронта. С января 1947 г. по август 1948 г. директор завода № 604 (экспериментальный завод и особое конструкторское бюро НКБ) в пос. Железнодорожный Балашихинского района Московской области. С августа 1948 г. по ноябрь 1958 г. директор ГОСНИИ № 582 (исследования, разработка и организация серийного производства инженерных боеприпасов) в г. Балашиха Московской области. В 1954 г. защитил кандидатскую диссертацию на степень кандидата технических наук. В связи с ухудшением здоровья в ноябре 1958 г.  Баталин перешёл на работу заместителя директора «ЦНИИ Машдеталь» в Москве. С октября 1966 г. был принят на должность доцента Всесоюзного заочного политехнического института в Москве. С октября 1972 г. по июль 1973 г. старший научный сотрудник в Научно-исследовательском инженерном институте (НИИИ) в Балашихе. С июля 1973 г. на пенсии. Умер в Москве 19 июня 1980 г.

## Инициатор образования Пензенской области

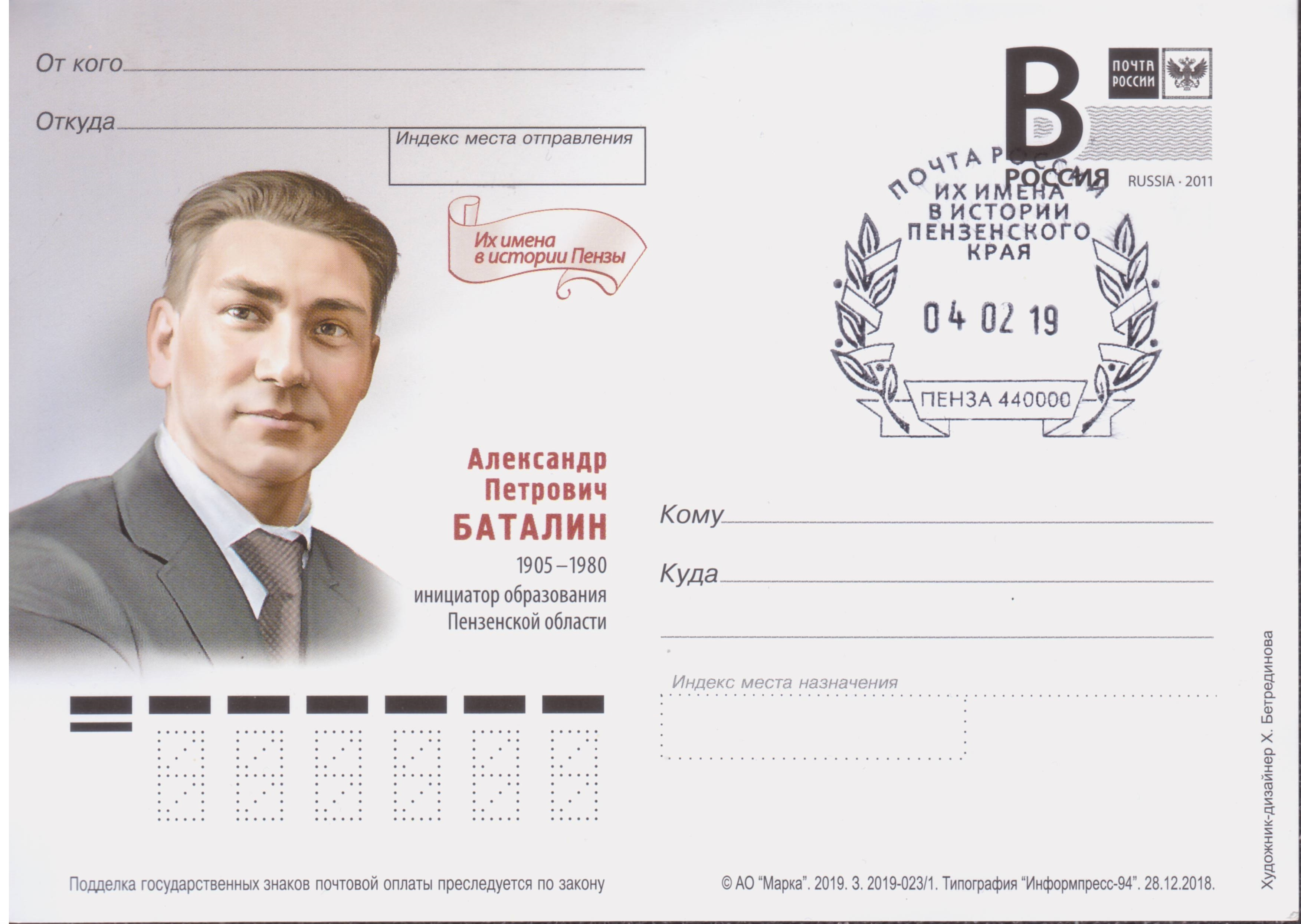
Почтовая карточка «А. П. Баталин — инициатор образования Пензенской области», 2019

В 1937 году был репрессирован первый секретарь Пензенского горкома ВКП(б) Константин Старостин. В сентябре 1937 года новым первым секретарем Пензенского горкома ВКП(б) стал 32-летний начальник управления производства пензенского завода имени Фрунзе Александр Баталин. 12 декабря 1937 года он был избран депутатом Верховного Совета СССР 1-го созыва. Город Пенза в те годы находился в составе Тамбовской области и Александр Баталин 15 августа 1938 года направил в комиссию законодательных предложений Верховного Совета СССР предложение «о создании в городе Пензе самостоятельного областного центра», так как «город Пенза, бывший губернский город, имеет 160 тысяч населения, имеет достаточную базу промышленности, значительный железнодорожный узел» и «относится к числу последних немногих бывших губернских и окружных центров, остающихся до сих пор районами». Баталин вспоминал впоследствии, что эта инициатива была вызвана недостаточным вниманием к Пензе со стороны Тамбовского обкома ВКП(б), членом которого он был по должности: «Тамбовские областные организации не уделяли достаточного внимания развитию Пензы, при распределении капитальных вложений по объектам большая их часть оседала в Тамбовской области». Через некоторое время ему было дано задание разработать и составить карту будущей Пензенской области, определить её состав и границы, что и было сделано. Затем в правительство были приглашены первые секретари обкомов соседних областей — Саратовской, Куйбышевской, Тамбовской, и в состав Пензенской области были выделены: из Тамбовской области — город Пенза и районы: Беднодемьяновский, Наровчатский, Керенский, Нижне-Ломовский, Голицинский, Пачелмский, Головинщенский, Башмаковский, Поимский, Чембарский, Каменский, Свищевский, Телегинский, Кондольский, Мокшанский, Иссинский, Больше-Вьясский, Лунинский, Бессоновский, Городищенский, Шемышейский, Земетчинский, Соседский и Терновский; из Куйбышевский области — Николо-Пестровский, Литвиновский, Кузнецкий, Николаевский, Барановский, Неверкинский, Камешкирский районы; из Саратовской области — Бековский, Даниловский, Колышлейский, Лопатинский, Мало-Сердобинский, Сердобский и Тамалинский районы. Баталин также предлагал передать в состав Пензенской области город Сызрань Куйбышевской области. Как он сам вспоминал: «Я просил у куйбышевского секретаря обкома: Отдайте мне Сызрань! У нас тяжёлое машиностроение, нужен выход к Волге, Ваш город и так на Волге стоит!», но эта инициатива не была поддержана. 4 февраля 1939 года был опубликован Указ Президиума Верховного Совета СССР «О разделении Тамбовской области на Пензенскую и Тамбовскую». В 1939—1940 годах Александр Баталин был вторым секретарём Пензенского обкома и горкома ВКП(б) (первым занимал этот пост).